# Hauptdiagnosegruppe
Hauptdiagnosegruppe – engl.: Major Diagnostic Category (MDC) – bezeichnet die Kapiteleinteilung des deutschen DRG-Kataloges. Die Hauptdiagnosegruppen gliedern die DRGs nach dem Organsystem oder der  Ursache der Erkrankung.
Insgesamt gibt es 24 Hauptdiagnosegruppen sowie Sonderfälle und Fehler-DRGs. Die Zuordnung zu einer MDC erfolgt in den meisten Fällen über die nach ICD-10 kodierten Diagnosen.
Tabelle Hauptdiagnosegruppen:
- Prä MDC Sonderfälle (Beatmungsfälle, Transplantationen u. ä.)
- MDC 01 Krankheiten und Störungen des Nervensystems
- MDC 02 Krankheiten und Störungen des Auges
- MDC 03 Krankheiten und Störungen des Ohres, der Nase, des Mundes und des Halses (HNO)
- MDC 04 Krankheiten und Störungen der Atmungsorgane
- MDC 05 Krankheiten und Störungen des Kreislaufsystems
- MDC 06 Krankheiten und Störungen der Verdauungsorgane
- MDC 07 Krankheiten und Störungen an hepatobiliärem System und Pankreas
- MDC 08 Krankheiten und Störungen an Muskel-Skelett-System und Bindegewebe
- MDC 09 Krankheiten und Störungen an Haut, Unterhaut und Mamma
- MDC 10 Endokrine, Ernährungs- und Stoffwechselkrankheiten
- MDC 11 Krankheiten und Störungen der Harnorgane
- MDC 12 Krankheiten und Störungen der männlichen Geschlechtsorgane
- MDC 13 Krankheiten und Störungen der weiblichen Geschlechtsorgane
- MDC 14 Schwangerschaft, Geburt und Wochenbett
- MDC 15 Neugeborene
- MDC 16 Krankheiten des Blutes, der blutbildenden Organe und des Immunsystems
- MDC 17 Hämatologische und solide Neubildungen
- MDC 18A HIV
- MDC 18B Infektiöse und parasitäre Erkrankungen
- MDC 19 Psychische Krankheiten
- MDC 20 Alkohol- und Drogengebrauch und alkohol- und drogeninduzierte psychische Störungen
- MDC 21A Polytrauma
- MDC 21B Verletzungen, Vergiftungen und toxische Wirkungen von Drogen und Medikamenten
- MDC 22 Verbrennungen
- MDC 23 Faktoren, die den Gesundheitszustand beeinflussen, und andere Inanspruchnahme des Gesundheitswesens
- MDC 24 Sonstige DRG
- Fehler-DRG